# Montdidier (Mozela)
Montdidier – miejscowość i gmina we Francji, w regionie Grand Est, w departamencie Mozela.
Według danych na rok 1990 gminę zamieszkiwało 79 osób, a gęstość zaludnienia wynosiła 41 osób/km² (wśród 2335 gmin Lotaryngii Montdidier plasuje się na 966. miejscu pod względem liczby ludności, natomiast pod względem powierzchni na miejscu 1228.).